# برج الذهب
برج الذهب أو (بالإسبانية: "Torre del Oro") هو برج مراقبة عسكري على نهر الوادي الكبير في اشبيلية جنوب إسبانيا . بني في عهد الخلافة الموحدية بغرض السيطرة على حركة المرور إلى اشبيلية وإلى الأندلس التي تعبر في نهر الوادي الكبير .
بني في الثلث الأول من القرن 13 .استخدم البرج كسجن خلال العصور الوسطى وكسياج أمن لحماية المعادن الثمينية التي كانت تأتي بالسفن من أمريكا الجنوبية بعد اكتشافها ومن الهند.
أصبح البرج الآن متحفا للفن المعماري الإسلامي يأتي إليه السياح من الشرق والغرب، وبه بعض المعدات البصرية الاثرية من العصور الوسطى التي استخدمت في البحرية واكتشاف الأمريكتين . وكذلك توجد بالمتحف نماذج للسفن الشهيرة التي اكتشف بها الأسبان الأمريكتين في القرن الخامس عشر، وبعض المدافع من القرن السابع عشر.

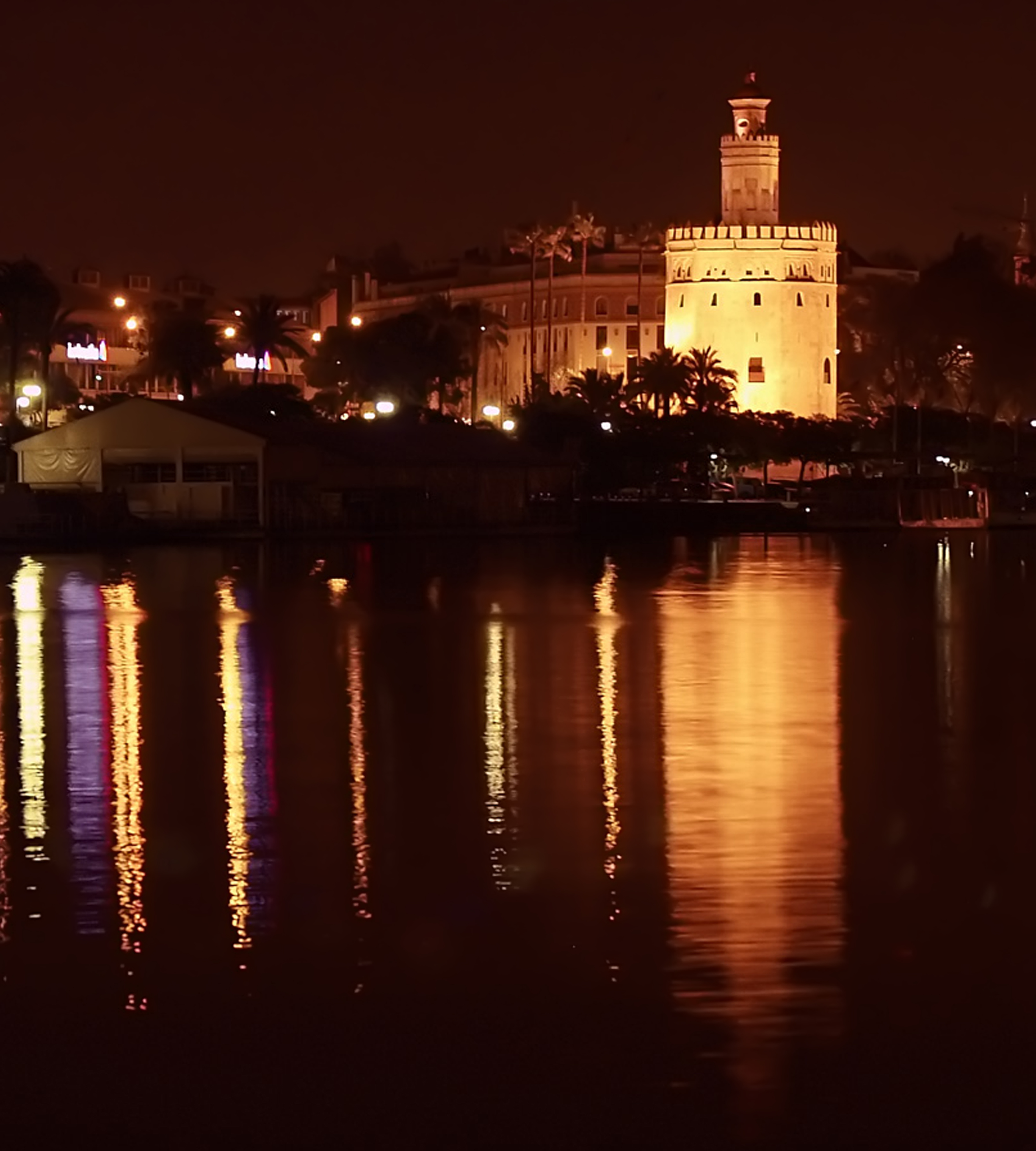
برج الذهب مضاء أثناء الليل.

على نهر الوادي ينتصب هذا البرج الحجري المهيب وكأنه شاهد على الماضي الحربي والعمراني المجيد لحضارة الإسلام في الأندلس بأسرها وفي مدينة أشبيلية على وجه الخصوص
برج الذهب كما يطلق عليه أهل هذه المدينة الإسبانية الرائعة ليس سوى البقية الباقية من الأسوار الموحدية وأبراجها التي اكسبت أشبيلية شهرتها كواحدة من أكثر المدن الأندلسية مناعة.
ويحكي هذا البرج واحدة من حلقات تاريخ أشبيلية الحافل بالحروب والصراعات منذ نشأتها الأولى على يد الايبيريين وتقلبها بين الغزاة والفاتحين من الفينيقيين والإغريق والقرطاج والرومان ثم القوط والفاتحين المسلمين.

## سبب بناءه
برج الذهب الذي تفخر به أشبيلية اليوم فهو من إنشاء اخر أمراء الموحدين بالأندلس وهو أبوالعلاء ادريس الكبير ففي سنة 617هـ /1221م وبعدما استبد به الخوف من هجمات الإسبان، شيد هذا الوالي برج الذهب ووصله باسوار قصر الوالي بسور قصير عمودي عليه وهو يسمى في مصطلح أهل الأندلس آنذاك قورجة.
فموقع المدينة على نهر الوادي الكبير كان مطمعا للغزاة ومن ثم كان الحرص على تشييد أسوار للمدينة خاصة من جهة النهر.
قصد ادريس من بناء البرج أن يكون نقطة دفاع حصينة عن قصره تضاف إلى سورين متعاقبين، أحدهما أطول يحيط بمباني أشبيلية واخر خارجي أقصر يلاصق النهر وقد الحق ببرج الذهب هذا السور الخارجي.
وكانت هناك سلسلة حديدية ضخمة يمكن أن تمد عبر مجرى النهر لتربط في برج آخر بالضفة المقابلة من أجل منع سفن الأعداء من المرور بنهر الوادي الكبير. كان هذا التقليد المعماري المقتبس من بلاد المغرب جديدا على الأندلس ولطالما عرف السور الخارجي بالبراني مع التسليم بانه وان كان أقل منعة من السور الداخلي إلا أن استخدام القورجة وتزويده بالأبراج الدفاعية الحصينة مثل برج الذهب قد اكسبه مناعة يصعب على أسلحة العصور الوسطى انتهاكها بسهولة. وتجدر الإشارة إلى أن المسافة بين السورين كانت تملأ بماء. النهر في أوقات تعرض أشبيلية للهجوم .

## سبب التسمية

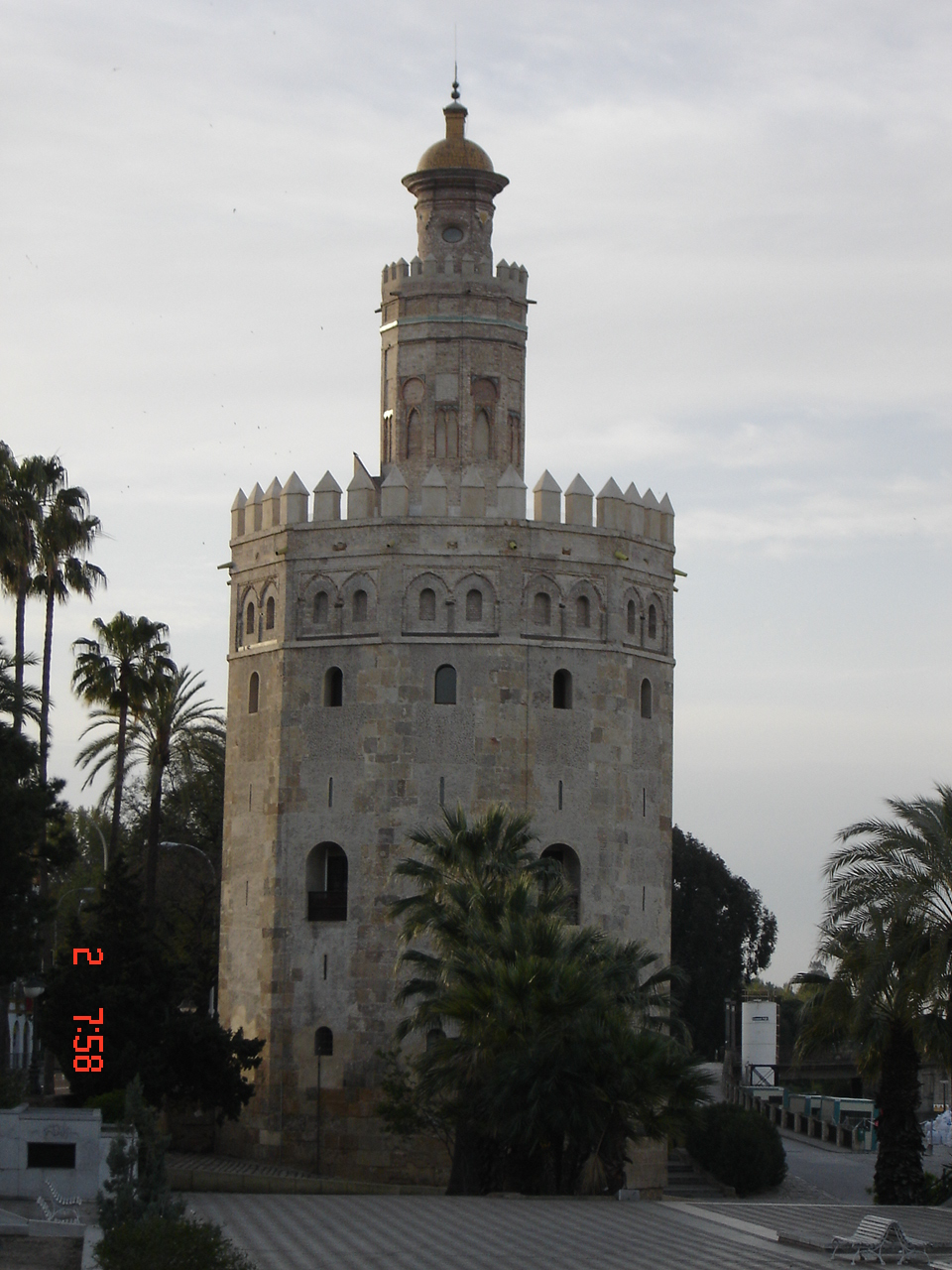
برج الذهب.

وعرف البرج منذ تشييده ببرج الذهب ويفسر المؤرخون ذلك بان جدرانه الخارجية كانت مكسوة ببلاطات خزفية ذات طلاء ذهبي واستخدم الإسبان نفس الاسم بعد استيلائهم على أشبيلية في عام 646هـ /1248م وربما كان ذلك تقديرا للبرج الذي صمد مع أسوار المدينة ضد حصار إسباني استمر 15 شهرا لم تفلح خلالها القوة في اخضاع المدينة التي اضطر الأندلسيون إلى تسليمها تحت وطأة الجوع. فالبرج الذي لم يسقط بيد مهاجم قط استحق أن تخلد ذكرى اسمه القديم.
رغم ذلك فان الروايات الإسبانية ترى أسبابا أخرى لهذه التسمية فمن قائل إن الملك بدرو الأول أودع كنوزه ومنها الذهب في هذا البرج والذي سمي برج الذهب، وهناك من يؤكد انه كان يخزن بداخله الذهب والفضة الواردين من أميركا في القرن السابع عشر. حينما كانت اميركا اللاتينية خاضعة للتاج الإسباني.

## محتوياته
منذ سنة 1994م وبرج الذهب يستخدم كمتحف للبحرية الإسبانية ويضم عددا من اللوحات والرسوم لاشهر المعارك البحرية كما يضم نماذج مصغرة لأنواع السفن ونماذج من الاسلحة البحرية ويبدو واضحا أن الحكومة الإسبانية ربطت بين البرج وعصور الاستكشافات الجغرافية وما رافقها من حروب واسعة، فبالإضافة إلى روايات تكديس كنوز العالم الجديد بالبرج فان الشارع الذي يمر عبر موقع السور القديم قد أطلق عليه اسم المستكشف الشهير كريستوفر كولمبس.

## تكوينه
ويتكون برج الذهب من بدنين يعلوهما جوسق حديث ويبلغ ارتفاع البرج المشيد في اغلبه بالحجارة حوالي 37 مترا. والبدن السفلي له شكل هندسي متعدد الاضلاع يبلغ عدد اضلاعه 12 ضلعا تتراوح اطوالها بين 4,10 و4,20 متر وقطره حوالي 15 مترا بينما يصل ارتفاع هذا البدن السفلي إلى 23,10 متر. وقد شيدت قاعدة البرج وزواياه بالحجر في حين شيدت جدرانه ما بين الزوايا بالطوب الأحمر.
ولهذا البرج مدخل أو باب مشيد بالحجر ولا يتجاوز اتساعه 1,25متر ويعلو فتحة الباب لوحة سجل بها باللغة الإسبانية ما يفيد تجديد البرج وترميمه في عام 1900م.
وبهذا البرج فتحات للتهوية والإضاءة وايضا مزاغل لرمي السهام، ويتألف البدن الاسفل من ثلاثة طوابق تربط بينها درجات سلم حجري. أما البدن العلوي للبرج فهو من كتلة بنائية مشيدة بالطوب الأحمر وهو ان كان اصغر حجما من سابقه فإنه أيضا من اثني عشر ضلعا ويصل ارتفاعه إلى 8,15 متر.
ويزدان أعلى هذا البدن بزخارف من الخزف الأندلسي الزليج وهي على شكل معينات بالالوان الخضراء والبيضاء المحصورة داخل أشرطة من الخزف الأزرق تحيط بدخلات تحتوي هذه الزخارف. ويلي ذلك طوق حديدي يلف حول هذا البدن وهو من التجديدات التي قام بها الاسبان اثناء تجديد البرج في عام 1900م

## روابط خارجية
- برج الذهب في اشبيلية
- (بالإسبانية) Description de la tour sur le portail de Séville.* (بالفرنسية) Description de la tour sur le site de l'Association l'Amiral de la Mer Océane نسخة محفوظة 31 يناير 2021 على موقع واي باك مشين..
- Guide of Gold Tower in Seville  نسخة محفوظة 9 يناير 2012 على موقع واي باك مشين.